# Laguna de Aculeo
Laguna de Aculeo är en fd. sjö i Chile.   Nu enbart en öken. Den låg i regionen Región Metropolitana de Santiago, 50 km sydväst om huvudstaden Santiago de Chile. Laguna de Aculeo ligger 356 meter över havet. Arean är 10,7 kvadratkilometer. Den sträckte sig 4,0 kilometer i nord-sydlig riktning, och 5,2 kilometer i öst-västlig riktning.
Sjön är nu en öken och finns alltså inte längre kvar. 
Källa:(https://www.aftonbladet.se/nyheter/a/AdLbvn/popular-sjo-borta-i-chile--bara-öken-kvar) 
Trakten runt Laguna de Aculeo består i huvudsak av gräsmarker. Runt Laguna de Aculeo är det ganska tätbefolkat, med 72 invånare per kvadratkilometer.